# Чайка (Иркутская область)
Ча́йка — упразднённый в 2019 году участок (тип населённого пункта) в Мамско-Чуйском районе Иркутской области России. Располагался на межселенной территории. 

## География
Находился на левом берегу реки Лена, у границы с Киренским районом, в 20 км к северо-востоку от посёлка Визирный, и в 112 км (по прямой) к северо-западу от районного центра, рабочего посёлка Мама.

## История
Упразднен законом Иркутской области от 24.12.2019 № 133-ОЗ.

## Население
| 2002 | 2010 | 2011 | 2012 |
| ---- | ---- | ---- | ---- |
| 2    | ↘0   | →0   | →0   |